# Jean-Florian Collin
Pour les articles homonymes, voir Collin.

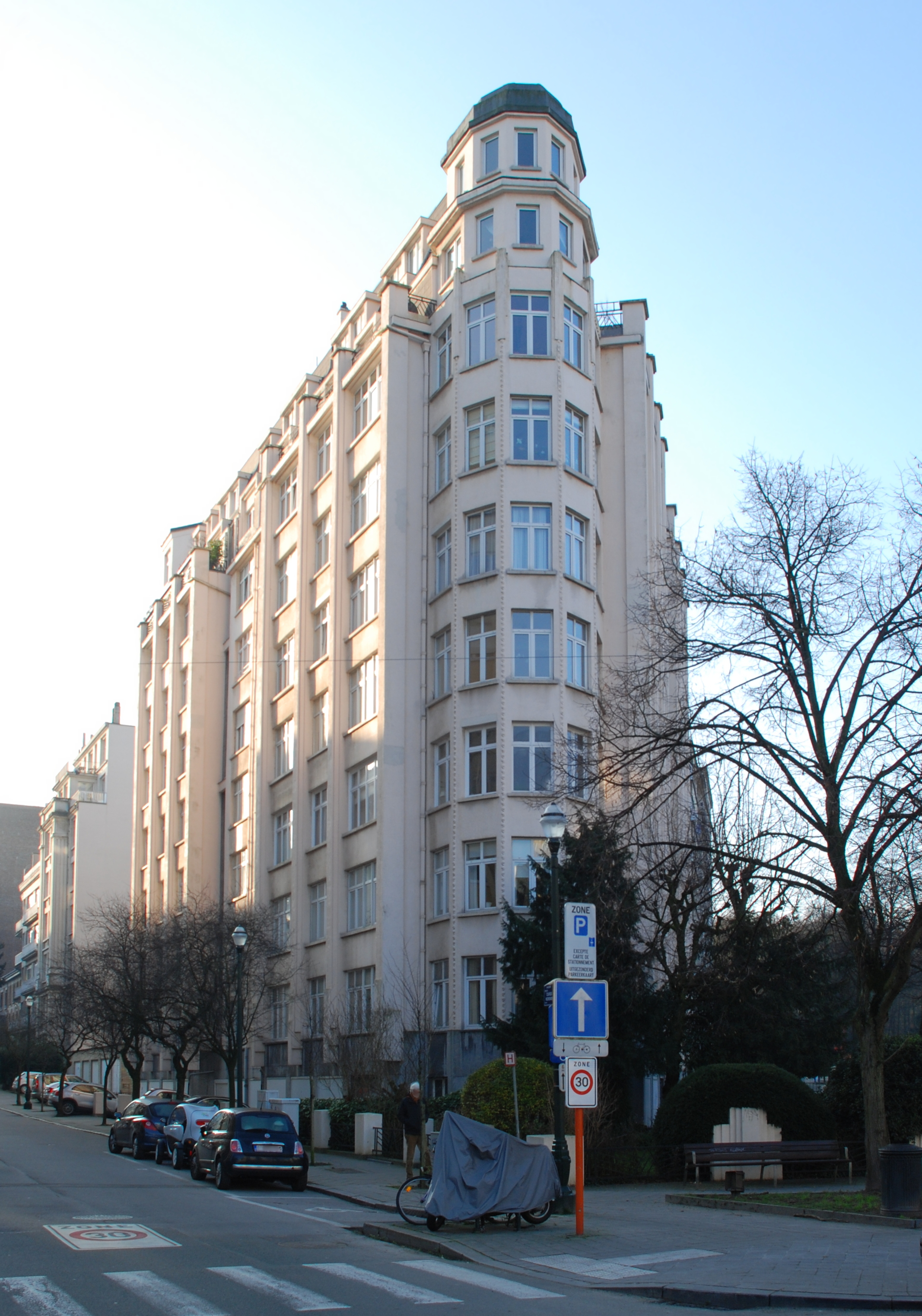
Palais du Congo (1930).

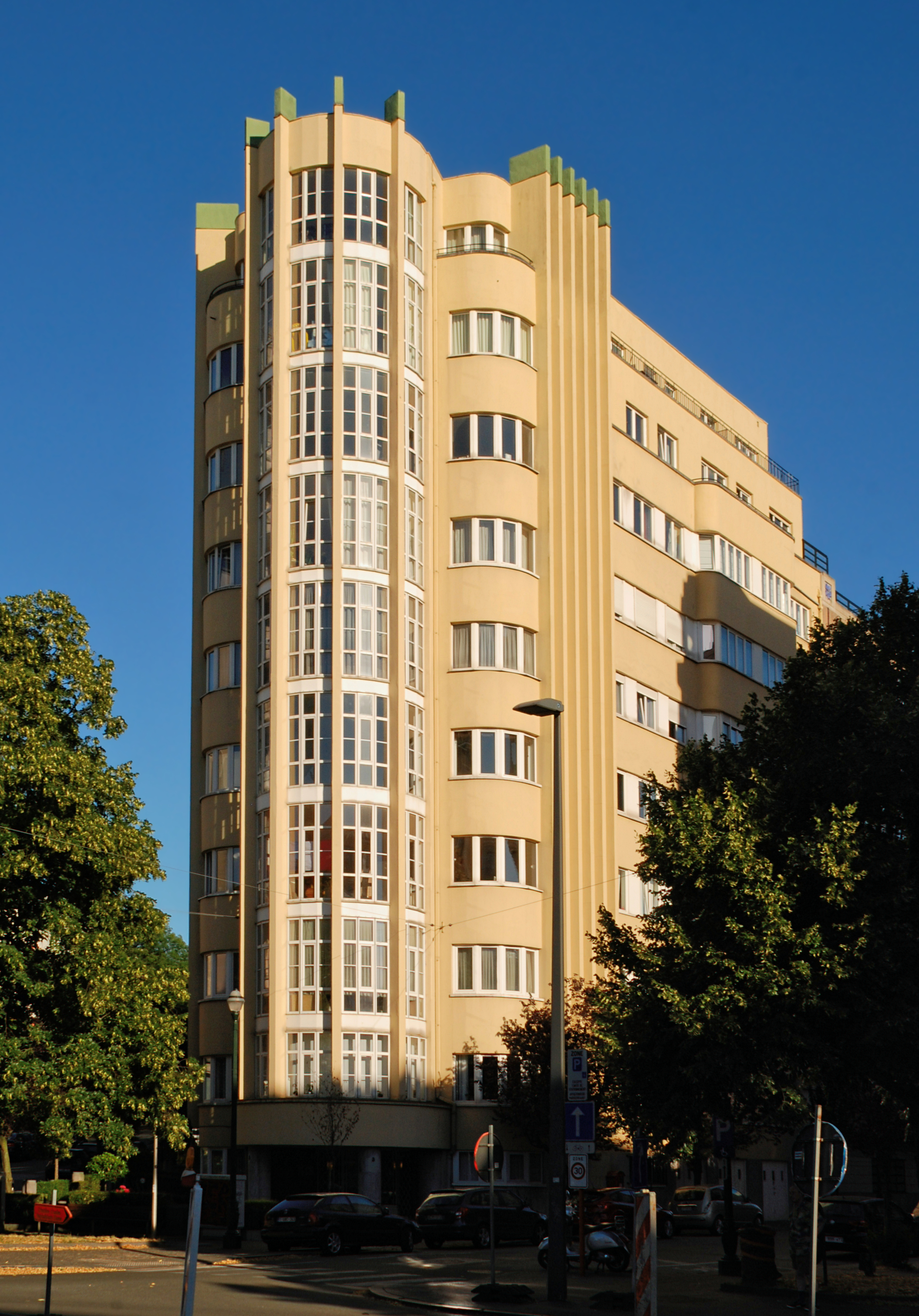
Résidence Ernestine (1936).

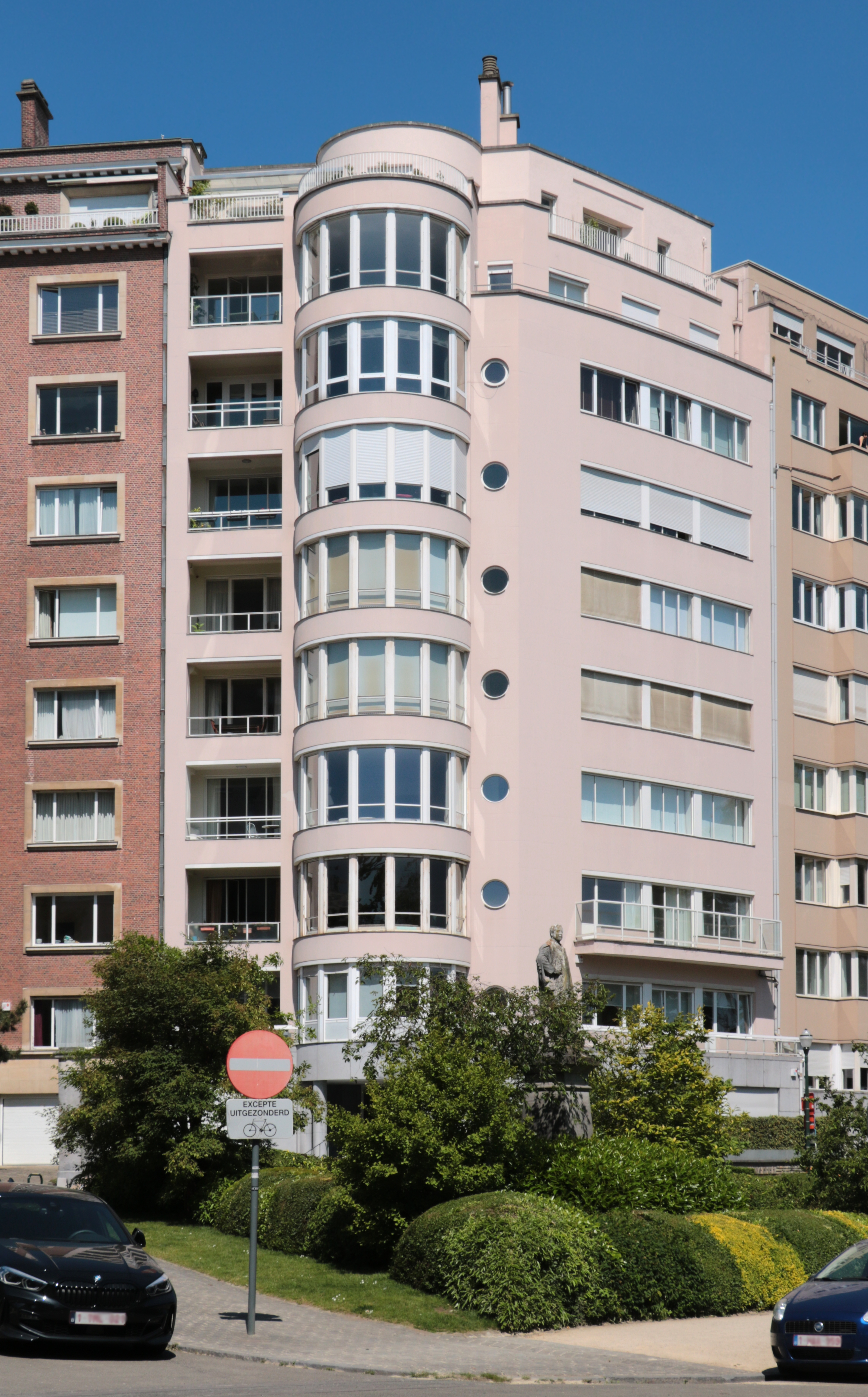
Résidence Belle-Vue (1935-1938).

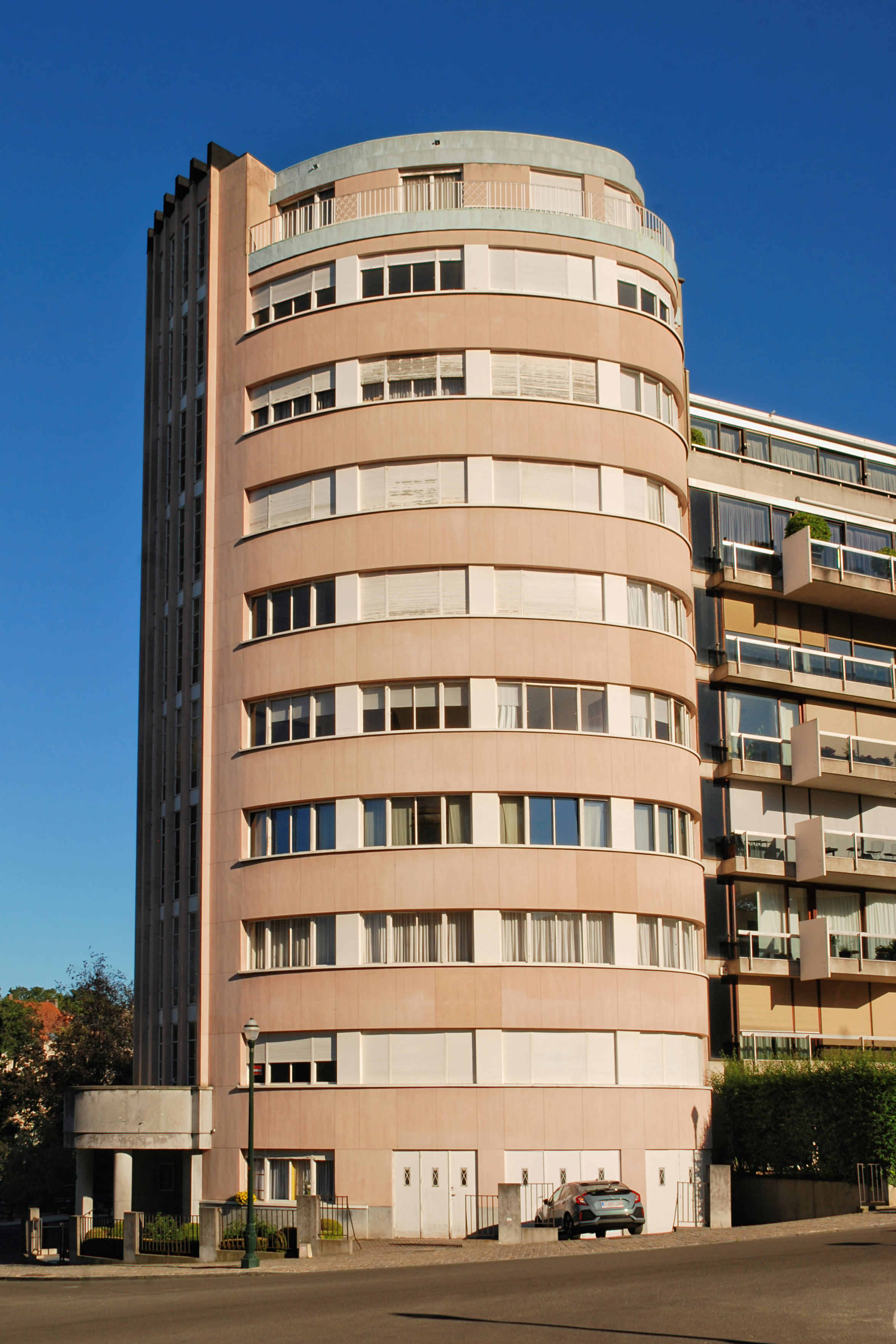
Le Tonneau (1938-1940).

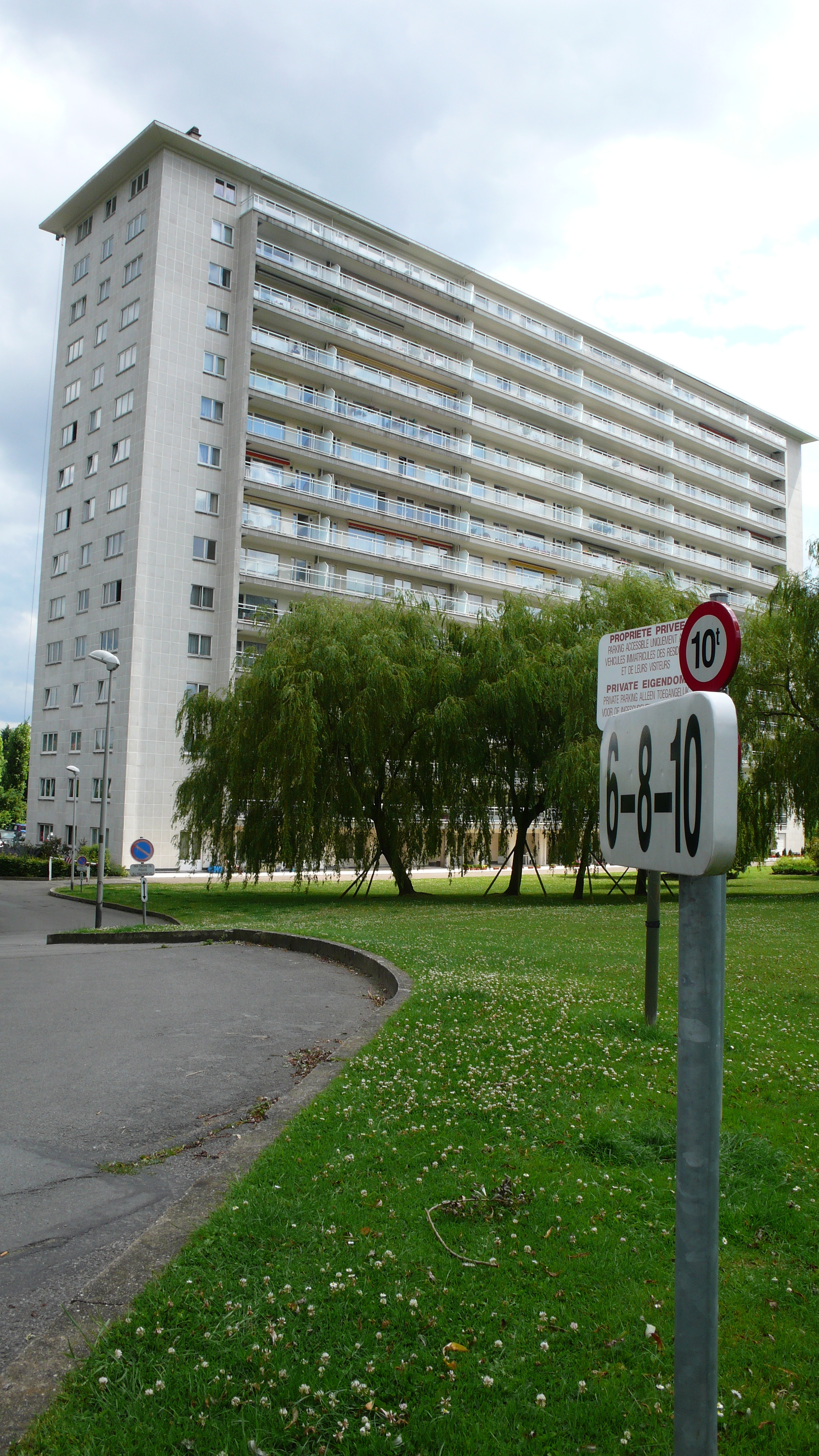
Complexe Etrimo à Woluwe Saint-Lambert.

Jean-Florian Collin, né le 28 août 1904 à Bruxelles et mort le 7 septembre 1985 à Plan-de-la-Tour dans le Var (France), est un architecte, promoteur immobilier et homme politique belge. 

## Biographie
Jean-Florian Collin naît rue de l'Étuve, à Bruxelles le 28 août 1904, enfant naturel né à deux pas du Manneken-Pis. Il termine ses études à l'École du génie d'Anvers.

### Le résistant
Durant la Seconde Guerre mondiale, Collin est actif dans les maquis du Périgord et dans le Bordelais. Il est décoré de la Croix de guerre française (le 11 novembre 1944) et de la médaille de la Résistance. L'État belge lui accordera l'ordre de Léopold, la Croix de guerre, la Médaille de combattant volontaire.

### L'architecte et promoteur
Jean-Florian Collin entame sa carrière d'architecte à Bruxelles. Connu pour ses réalisations immobilières durant les années 1950/1970, on oublie qu'il participa activement, avec l'architecte Sta Jasinski et d'autres, à la vague moderniste et Art déco qui anima le paysage urbanistique bruxellois durant les années 1930 et 1940.
En 1935, il fonde « sa célèbre société de promotion Etrimo »,, « la société d'Etudes et de Réalisations Immobilières en Faveur des Classes moyennes » : « Elle s'impose rapidement par sa maîtrise des techniques de chantier et son attention à toutes les facettes du confort domestique moderne. Exploitant un nombre restreint de motifs (éperons verticaux à couronnements métalliques, rotondes d'angle, grandes fenêtres en bandeau) habilement adaptés aux particularités de chaque site, Collin réalise quelques-unes des façades les plus significatives de son époque ».
C'est avec Etrimo que Collin édifie en 1936 la Résidence Ernestine en style moderniste,,.
Après la guerre, une période de relance s’amorce. On démolit anciennes maisons et immeubles insalubres. Collin recommence à construire au nom de sa société (sigle sur les façades)[source secondaire souhaitée].
Fin des années 1950, il lance la construction d'appartements à prix attractifs dans des immeubles de 13 étages qui modifient grandement le paysage bruxellois. Les futurs acquéreurs achètent sur plan et paient par tranches, au fur et à mesure de l'avancée des travaux.
Les premiers acheteurs sont des Belges du Congo qui anticipent leur futur retour au pays et des membres de la Sabena. Très vite, c'est l'engouement général et Etrimo construit en masse. Cela évitera la crise du logement en Belgique, contrairement à d'autres pays européens. 
En 1958, la société passe de 2 à 10 vendeurs et ira jusqu'à une septantaine pour l'ensemble du pays. Sa volonté est de permettre à chacun d'acquérir un logement confortable et lumineux à prix modéré, dans un cadre de verdure. De plus, les banques prêtent jusqu'à 80 % aux acheteurs, ce qui permet à beaucoup de jeunes couples d'avoir accès à la propriété[réf. à confirmer].
Les années 1960 sont des années de plein emploi et de prospérité. Les immeubles Etrimo sortent partout de terre. En 1961, Collin achète, au nom de sa société en pleine expansion, le château en ruines de Faulx-les-Tombes et en assure la rénovation. Cela deviendra un lieu de repos et de fêtes pour les membres de son personnel. Dans la foulée, Collin construit un centre équestre en face du château et y organise régulièrement des concours hippiques.
Il s'impose, dans les années 1960, comme le premier constructeur européen[source secondaire souhaitée] (président de l'Union européenne des Constructeurs de Logements UECL, devant les Allemands et les Français). Il est nommé doyen d'honneur du travail.
En 1970, une crise de la construction, l'augmentation du coût des matériaux et des crédits entraînent la mise sous concordat judiciaire de sa société Etrimo en 1970. Ce concordat fait grand bruit, entraînant plusieurs autres mises en liquidation. 1 200 ménages belges, qui seront entièrement dédommagés, s'étaient endettés pour l'achat de leur appartement sur plan. Collin vendra, sans obligations, la majorité de ses biens[source secondaire souhaitée] et se retire dans le sud de la France. Aucune charge ne sera retenue contre lui[source secondaire souhaitée] et il conserva son mandat de sénateur jusqu'à expiration de celui-ci.

### L'homme politique
Convaincu, dans les années 1960, du futur développement de l'« Europe des six » pour laquelle il milite activement, Jean-Florian Collin est sénateur du Parti libéral (PLP) de 1965 à 1971 et bourgmestre de Faulx-les-Tombes, petit village du Namurois, jusqu'en 1970. 
Il est le fondateur d'une polyclinique[source secondaire souhaitée] (fondation JFC) et d'une école d'équitation[source secondaire souhaitée] à Faulx-les-Tombes, délivrant un diplôme d'État. 
Jean-Florian Collin meurt à Plan-de-la-Tour, département du Var, le 7 septembre 1985 à l'âge de 81 ans, dans la solitude.

## Réalisations

### Période moderniste et Art déco
Durant les années 1930, Jean-Florian Collin fut l'auteur, à Bruxelles et alentours, de plusieurs immeubles à appartements relevant du style moderniste, parfois mâtinés d'Art déco :
- 1930 : immeuble à appartements « Le palais du Congo », avenue du Congo 2 - rond-point de l'Étoile (immeuble d'angle aigu)[8] ;
- 1934 : immeuble à appartements, avenue des Scarabées 20-22 ;
- 1935-1938 : immeuble à appartements « Résidence Belle-Vue », Avenue du Général de Gaulle 50[9],[10] ;
- 1935 : immeuble à appartements, rue Jean-Baptiste Colyns 1 ;
- 1935 : immeubles à appartements, avenue de l'Orée 19 et 21 ;
- 1935 : immeuble à appartements, avenue des Phalènes 34 ;
- 1935 : immeuble à appartement, avenue Paul Deschanel 250 ;
- 1936 : immeuble à appartements « Résidence Ernestine », rond-point de l'Étoile 3 (immeuble d'angle)[5] ;
- 1937 : immeuble à appartements, avenue des Phalènes 32 ;
- 1937 : immeuble à appartements, avenue Louise 347[11] ;
- 1937 : immeuble à appartements, avenue Franklin Roosevelt 144 (Art déco) ;
- 1938 : maison, avenue Eugène Godaux 4 ;
- 1937-1939 : immeuble à appartements « Le Tonneau », avenue Général de Gaulle 51 à Ixelles (avec Sta Jasinski)[12] ;
- 1947 : immeuble à appartements, rue Émile Claus 13 ;
- 1947 : immeuble à appartements, avenue Franklin Roosevelt 32 ;
- 1948 : immeuble à appartements, avenue Jeanne 33 (immeuble d'angle).

### Années 1950, 1960 et 1970
On[Qui ?] lui doit, outre ses réalisations de l'Interbellum, une quantité difficilement quantifiable d'appartements et d'immeubles à appartements à prix moyen accessibles par toutes les classes sociales, dans l'agglomération de plusieurs grandes villes belges (et congolaises : Etrimo Congo, 1952). 
Ceux-ci sont reconnaissables à leurs balcons bleu ciel (qui les distinguent des réalisations du concurrent Amelinckx, caractérisées par des garde-corps en plexiglas fumé) et sont généralement construits sur le même modèle : de 10 à 13 étages sous forme de plusieurs colonnes accolées les unes aux autres de groupes de 4 appartements (types : 2/5-4/4 — 4/4-4/4 — 4/4-5/2 formant un ensemble de 12 appartements par étage). Etrimo est également visible sur le marché français (Grenoble, le parc « Barnaves » 500 logements, Antibes plus de 500 appartements au Riviera Parc, Sainte-Maxime, Saint-Tropez, etc.).   
Longtemps décriées, ses barres d'immeubles sont toujours présentes dans le paysage belge et font désormais partie de l'inconscient collectif bruxellois : à Anderlecht, Auderghem, Woluwe-Saint-Pierre et St Lambert, Uccle, Ixelles, Watermael-Boitsfort, Bruxelles (dont l'immeuble des Nations qui occasionna un procès terminé par un décret Royal de S.M. le roi Baudouin) mais aussi Anvers, Liège et Luxembourg, pour un total de plus de 18 000 logements.
Jean-Florian Collin est l'auteur de L'épargne immobilière et sa fonction sociale (Librairie de droit et de jurisprudence, Paris, 1938), L'Europe des Provinces (Bruxelles, 1968) et de plusieurs articles politiques dans la revue Terre d'Europe.